# Synhaje
Synhaje (ukr. Сингаї, Synhaji) – wieś w rejonie korosteńskim obwodu żytomierskiego. Powierzchnia wsi wynosi 2483 km². Zamieszkuje ją 608 mieszkańców.